# 藉口GO
《藉口GO》（韓語：英語：）或譯作「藉口罷了」、「只是藉口」，為韓國Antenna Plus自2022年11月17日起製作，於YouTube的DdeunDdeun（뜬뜬）頻道播出，是主持劉在錫的首個YouTube網路綜藝節目，主要內容與嘉賓一起聊天，分享瑣碎多樣話題的自由對話，並有一系列相關衍生內容，頻道訂閱者官方名稱為「會員（계원）」。

## 內容
- 《藉口GO（핑계고）》：2022年11月17日首播。[8]
- 《live藉口GO（Live핑계고）》：2022年12月17日首播。
- 《mini藉口GO（Mini핑계고）》： 2023年3月1日首播。
- 《藉口GO頒獎典禮（핑계고 시상식）》：2023年12月17日首播。[9][10]
- 《本月會員（이달의 계원）》： 2024年1月31日首播。[11]
- 《風向GO（풍향고）》：2024年11月16日首播，劉在錫、池錫辰、黃晸珉、梁世燦出演。[12]

## 外部連結
- DdeunDdeun的Instagram帳戶
- DdeunDdeun的Youtube頻道
- 藉口GO的Youtube列表